# Šalmaneser V.
Šalmaneser V. (akadsko Šulmanu-ašarid, hebrejsko שַׁלְמַנְאֶסֶר‬, sodobno hebrejsko Šalman’eser, tibersko Šalmanʼéser, grško starogrško Σαλαμανασσαρ Salamanassar; latinsko Salmanasar) je bil kralj Asirije in Babilonije, ki je vladal od 727 do 722 pr. n. št. Med vladanjem njegovega očeta Tiglat-Pileserja III.  je bil guverner Zimire in Fenicije. 
O Šalmaneserjevem vladanju je zelo malo podatkov. Po očetovi smrti je asirski prestol zasedel na 25. dan tebeta leta 727 pr. n. št. Po prevzemu oblasti je svoje rojstno ime Ululaju spremenil v akadsko ime Šalmaneser, po katerem je zdaj znan. V Babiloniji naj bi vladal pod svojim rojstnim imenom Ululaju, vendar za to ni nobenega uradnega  dokaza.
Iz Biblije je znan kot Salmanasar. Po Drugi knjigi kraljev je Šalmaneser obtožil izraelskega kralja Hošeo, da je  s pošiljanjem odposlancev s prošnjo za pomoč egipčanskega faraona Osorkona koval zaroto proti njemu in ga aretiral. Egipčani so stalno poskušali dobiti trdno oporišče v Izraelu, kjer so vladali večinoma asirski vazalni kralji, zato so jih ščuvali proti Asircem in jim nudili nekaj vojaške pomoči. Šalmaneser je po treh letih obleganja osvojil izraelsko prestolnico Samarijo. Prebivalce je skupaj s tistimi, ki jih je približno deset let pred njim  ujel Tiglat-Pileser III.,  izgnal v različne pokrajine svojega cesarstva.  Izgon je v Bibliji omenjen kot Deset izgubljenih izraelskih  plemen. V Samarijo je naselil druga plemena, ki se v Bibliji omenjajo kot Samarijani. Ker je Šalmaneser V. še isto leto (722 pr n. št.)  umrl, se je selitev ljudstev zgodila verjetno pod njegovim naslednikom Sargonom II.
V 1. poglavju  Tobitove  knjige  je pripoved, da je Tobit/Tobija pridobil naklonjenost Enemeserjevega (Šalmaneserjevega)  dvora, vendar jo je pod Sanheribom izgubil.